# Вичутка
Вичутка — упразднённая деревня в Спасском районе Пензенской области России. Входила в состав Беднодемьяновского сельсовета. Упразднена в 2009 году.

## География
Деревня находилась в северо-западной части Пензенской области, в лесостепной зоне, в пределах северной окраины Керенско-Чембарской возвышенности, на левом берегу реки Студенец, в 2,5 километра к юго-западу от города Спасска.

### Климат
Климат характеризуется как умеренно континентальный, с холодной зимой и умеренно жарким летом. Среднегодовая температура — 3,7 °C. Средняя температура воздуха самого холодного месяца (января) составляет −12 °C (абсолютный минимум — −45 °C); самого тёплого месяца (июля) — 19,1 °C (абсолютный максимум — 38 °С). Безморозный период длится 130 дней. Годовое количество атмосферных осадков — 538 мм, из которых большая часть выпадает в период с апреля по октябрь. Снежный покров держится в среднем 136 дней.

## История
Поселена в XVIII веке государственными крестьянами Спасска как пригородная слобода.

## Население
| 1864 | 1882 | 1897 | 1913 | 1926 | 1930 | 1939 |
| ---- | ---- | ---- | ---- | ---- | ---- | ---- |
| 280  | ↗371 | ↗377 | ↗564 | ↘521 | ↗595 | ↘490 |
| 1959 | 1979 | 1989 | 1996 | 2002 |      |      |
| ↘220 | ↘112 | ↘5   | ↘2   | ↘0   |      |      |